# Hypercompe ganglio
Hypercompe ganglio är en fjärilsart som beskrevs av Charles Oberthür 1881. Hypercompe ganglio ingår i släktet Hypercompe och familjen björnspinnare. Inga underarter finns listade i Catalogue of Life.